# Watertoren (Reet Pierstraat)
De watertoren aan de Pierstraat in Reet werd gebouwd in 1951 en maakte onderdeel uit van het waterdistributienetwerk van Pidpa.

## Beschrijving
De watertoren is 30,6 meter hoog. De drie bouwlagen zijn opgetrokken in baksteen in recht metselwerk. De inhoud van de kuip is 600 m³. De watertoren werd in 2016 gerenoveerd.
Abdij van Tongerlo ·
Abdij van Westmalle ·
Antwerpen (Cuperusstraat) ·
Antwerpen (Draakplaats) ·
Antwerpen (Halenstraat) ·
Antwerpen (Noordelaan) ·
Antwerpen (Simonstraat) ·
Antwerpen (Steenovenstraat) ·
Antwerpen (Vosseschijnstraat) ·
Antwerpen (Wilmarsdonksteenweg) ·
Balen (Gerheide) ·
Balen (Zinkstraat) ·
Beerse (Boudewijnstraat) ·
Beerse ·
Berendrecht ·
Bonheiden ·
Boom (Jan Frans Willemstraat) ·
Boom (Nachtegaalstraat) ·
Bornem ·
Borsbeek ·
Brasschaat (Aerdelei) ·
Brasschaat (Alfredlei) ·
Brasschaat (Brechtse Baan) ·
Brasschaat (Kapellei) ·
Brasschaat (Laarsebeekdreef) ·
Brasschaat (Parklei) ·
Broechem ·
Dessel (Europalaan) ·
Dessel (Turnhoutsebaan) ·
Duffel (Leopoldstraat) ·
Duffel (Rechtstraat) ·
Duffel (Stockletlaan) ·
Essen ·
Geel ·
Gooreind ·
Grobbendonk (Hofeinde) ·
Grobbendonk (militair domein) ·
Heist-op-den-Berg (Kerkhofstraat) ·
Heist-op-den-Berg (Bredestraat) ·
Hemiksem (Brouwerijstraat) ·
Hemiksem (Scheldeboord) ·
Herentals ·
Herselt ·
Kalmthout ·
Kalmthout ·
Kasterlee ·
Leest ·
Lichtaart ·
Lier (Bollaarstraat) ·
Lier (Eeuwfeestlaan) ·
Lint ·
Mechelen (Generaal De Wittelaan) ·
Mechelen (Halsveststraat) ·
Mechelen (Hombeeksesteenweg) ·
Mechelen (Juniorslaan) ·
Mechelen (Molstraat) ·
Meer ·
Meerhout ·
Merksem ·
Merksplas ·
Mol (Boeretang) ·
Mol (Bossestraat) ·
Mol (Colburnlei) ·
Mol (E. Beckaertlaan) ·
Mol (Lichtstraat) ·
Mol (Pompstraat) ·
Mortsel ·
Muizen (Karolingenstraat) ·
Muizen (Leuvensesteenweg) ·
Niel ·
Nijlen ·
Noorderwijk ·
Oevel ·
Olen (Kasteelstraat) ·
Olen (Oevelseweg) ·
Olen (Voortkapelseweg) ·
Oostmalle (SNCV-depot) ·
Oostmalle (Turnhoutsebaan) ·
Oud-Turnhout ·
Putte ·
Puurs ·
Ranst ·
Ravels (Kanaaldijk) ·
Ravels (Moleneinde) ·
Reet (Pierstraat) ·
Reet (Rumstsestraat) ·
Rijkevorsel ·
Rijmenam ·
Rumst ·
Schelle (Amperestraat) ·
Schelle (Tolhuistraat) ·
Schelle (Wuststraat) ·
Schilde ·
Schoten ·
Schriek ·
Sint-Amands ·
Sint-Job-in-'t-Goor (Kleinvraagstraat) ·
Sint-Job-in-'t-Goor (Watertorenstraat) ·
Sint-Katelijne-Waver ·
Tielen ·
Turnhout (Hofstraat) ·
Turnhout (Warandestraat) ·
Veerle ·
Weelde ·
Westerlo ·
Westmalle ·
Wijnegem ·
Willebroek (Appeldonkstraat) ·
Willebroek (Kapitein Trippestraat) ·
Willebroek (Vaartdijk) ·
Wommelgem ·
Wuustwezel ·
Mechelen (Kruisbaan)